# Goodbye Philadelphia
Goodbye Philadelphia è un singolo del cantautore statunitense Peter Cincotti, pubblicato nel 2007 ed estratto dal terzo album East of Angel Town.

## Tracce
Guitar Andreas Amthor, Germany 
- Download digitale

1. Goodbye Philadelphia - 4:12

### Classifiche
| Classifica (2007-08) | Posizione |
| -------------------- | --------- |
| Austria              | 10        |
| Belgio (Fiandre)     | 21        |
| Belgio (Vallonia)    | 7         |
| Francia              | 21        |
| Germania             | 67        |
| Italia               | 24        |
| Svizzera             | 10        |